# Diodata Saluzzo Roero
La condesa Diodata Saluzzo Roero (Turín, 31 de julio de 1774-Saluzzo, 24 de enero de 1840) fue una escritora italiana conocida también por sus pseudónimos Sibilla Alpina y Glaucilla Eurotea .

## Biografía
Era la primogénita de Jeronima Cassotti di Casalgrasso y Giuseppe Angelo Saluzzo di Monesiglio, su padre era un célebre científico.

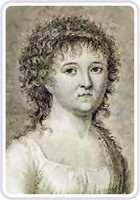
Retrato

Comenzó a escribir poesía con doce años y en 1795 fue una de las primeras mujeres admitidas en la Academia de la Arcadia.
En 1799, se casó con el conde Massimiliano Roero di Revello, pero ella volvió pronto con su familia cuando él falleció tres años después.
Su trabajo recibió el elogio de varios escritores como Giuseppe Parini o Alessandro Manzoni, y su vida inspiró el personaje de Corinne de Anne-Louise Germaine Necker.

## Obras
- Al vescovo eletto di Casale monsignor Carlo Ferrero della Marmora, 1796.
- In morte dell'eminentissimo cardinale Vittorio Baldassarre Costa d'Arignano arcivescovo di Torino, 1796.
- Versi di Diodata Saluzzo fra gli Arcadi Glaucilla Erotea, 1796.
- L'armonia canzone di Diodata Saluzzo Rovero Revello fra gli Arcadi Glaucilla Eurotea, 1801.
- Melpomene. Elegia di Diodata Saluzzo Roero in morte di Vittorio Alfieri, 1804.
- Circe e Pico. Cantata per musica di Diodata Saluzzo-Roero, 1808.
- Di Diodata Saluzzo Roero di Revello. Elegia. In morte del padre, 1813.
- A Genova. Canzone di Diodata Saluzzo Roero contessa di Revello, 1815.
- Due tragedie inedite (Erminia, e Tullia) di Diodata Saluzzo Roero, 1817.
- La corona di quercia nella Grotta di Sant'Andrea presso Nizza. Ode della signora contessa Diodata Saluzzo Roero di Revello..., 1821.
- Aimone ed Agila Canto di Diodata Saluzzo, 1823.
- Il castello di Binasco. Novella inedita di cui li principali avvenimenti ed i personaggi sono tratti dalla storia del 1360 dalla contessa Diodata Saluzzo, 1823.
- Ipazia ovvero delle filosofie. Poema di Diodata Saluzzo Roero, 2 vol., 1827.
- Novelle di Diodata Saluzzo Roero', 1830.
- La Sibilla. Ode di Diodata Saluzzo Roero, 1833.
- Poesie postume di Diodata Saluzzo aggiunte alcune lettere d'illustri scrittori a lei dirette, 1843.